# Rapporto tra musica e informatica
Il rapporto tra musica e informatica è relativamente recente. Fino agli anni ottanta del XX secolo la musica veniva registrata su supporti per macchine analogiche. Inizialmente esisteva il disco in vinile, poi ci fu l'avvento dei nastri magnetici conosciuti come cassette musicali. Le macchine analogiche non facevano altro che leggere i segnali di questi supporti. Facendo un esempio le cassette erano lette da una testina che interpretando le variazioni del campo magnetico del nastro, lo trasformavano in musica.
Negli anni ottanta la svolta: nasce la musica digitale o meglio su supporto digitale, il "CD" (più correttamente "Compact Disc") formato da microfori letti da un raggio laser. La differenza tra i precedenti supporti sta proprio nel tipo di lettura non più analogica ma digitale (quindi numerica). I lettori CD leggono numeri ed essendo molto più precisi dei solchi di un disco in vinile, chiaramente si è riusciti ad ottenere una qualità audio eccezionale. Con il CD nasce anche il rapporto tra musica e informatica dato che i computer sono appunto calcolatori e i numeri rappresentano la loro forma di ragionamento.
La musica (o meglio il fare e il consumare musica) e l'informatica hanno quindi avuto negli ultimi anni uno sviluppo per certi versi tanto sensazionale quanto parallelo: l'interazione è andata sempre più sviluppandosi e raffinandosi. Con l'avvento della musica elettronica i sintetizzatori insieme ai registratori multitraccia costituiscono dei veri e propri studi di registrazione virtuali.
Il software di sintesi - con l'aiuto ad esempio delle tecnologie plug-in VST - ha trascinato la musica in una nuova era. La registrazione digitale è ormai la base della campionatura e del remix, senza nulla togliere alla creatività e all'ingegno dell'uomo, permettendo inoltre il superamento dei limiti psicofisici legati all'esecuzione materiale (dal vivo) degli strumenti musicali ordinari adottati.

## Musica e internet
La musica sui supporti digitali può essere trasferita per essere elaborata in un computer e inoltre essere nuovamente ricondotta da un computer all'altro.
Con la nascita di internet - la grande rete di computer collegata tra loro tramite server e client - si pensò anche al trasferimento tramite rete, ma le scarse velocità di trasferimento e il peso - ovvero la grandezza dei brani musicali trasformati in file musicali - impedivano questo tipo di diffusione. Poi giunse un'innovazione tecnologica: un'azienda riuscì a comprimere i file musicali rendendoli tanto piccoli da permettergli di viaggiare su internet.
La compressione è di quasi dieci volte in termini di grandezza e soprattutto in grado di mantenere un livello di qualità audio elevata. Il formato di compressione - ovvero l'algoritmo che permette la riduzione nel numero di dati - si chiama MP3 (la dicitura esatta è Mpeg Layer III).
Il formato di compressione Mpeg è stato poi diffuso anche nella compressione video creando il DVD che non è altro che l'MPEG-2.
Con l'aumento degli utenti internet è aumentato molto anche il fenomeno della pirateria musicale, ovvero lo scaricare brani di musica dalla rete senza corrisponderne i diritti d'autore. Tale operazione si può effettuare sia attraverso la connessione a siti web, sia attraverso la connessione P2P (peer-to-peer) con programmi come per esempio eMule.
I fautori della musica in rete sostengono tuttavia che con l'abbinata musica-informatica si è avuto un notevole aumento nelle vendite - legali e mediante il web - dei prodotti del settore musicale.
Internet è anche una grande occasione di scambio legale di materiale.
Ad esempio esiste un Progetto Mutopia che cerca di fare per la musica quello che il Progetto Gutenberg fa per le opere letterarie (ovvero catalogare una serie di spartiti musicali di pubblico dominio accessibili a tutti). Esistono inoltre siti come Jamendo che permettono di ascoltare e scaricare musica pubblicata con licenze libere.

## Software musicali
Alla fine del XX secolo hanno acquisito importanza i sistemi computerizzati di scrittura di spartiti.
Esistono vari programmi software per la scrittura di partiture, ad esempio Finale, Sibelius, e GNU LilyPond.
Altri software (denominati sequencer) permettono di memorizzare una sequenza di note e riprodurla contemporaneamente alle altre tracce registrate, tra i più diffusi si possono citare ad esempio Cubase, Nuendo, FL Studio, Logic Pro, Pro Tools.
Molto interessanti e utili sono anche alcuni software di accompagnamento come per esempio Band-in-a-box, VanBasco (karaoke), QMidi e MidiCo per Mac.
Infine esistono ambienti di sviluppo modulare per la musica e in generale la multimedialità come MAX (software), Pure Data o Supercollider, già in uso da molti artisti.

## Generi musicali con notevole uso del computer
- House
- Techno
- Industrial metal
- Industrial hip hop
- Elettronica
- Dance
- Hardstyle
- Trip hop
- Crunk
- Synth rock
- Synth pop
- Synth punk
- Digital hardcore
- Rock